# Андрій Роман
Андрій Роман або Ондрей Роман (словац. Ondrej Roman; нар. 3 березня 1912, Австро-Угорщина) — словацький футболіст, нападник.

## Життєпис
У чемпіонаті Чехословаччини він грав за «Жиденіце» (початкова назва «Збрпойовки» Брно) та «Русь» (Ужгород), відзначився 1-м голом у чехословацькому чемпіонаті. Його брат, Володимир Роман, також виступав за «Русь» у 1928–1936 роках.

## Клубна статистика
| Рік                             | Матчі | Голи | Хвилини | Клуб             |
| ------------------------------- | ----- | ---- | ------- | ---------------- |
| I ліга 1933/34                  | 5     | 1    | 450     | «Жиденіце»       |
| I ліга 1936/37                  | 2     | 0    | 180     | «Русь» (Ужгород) |
| ЗАГАЛОМ у I лізі Чехословаччини | 7     | 1    | 630     |                  |